# 環紋蟒
環紋蟒屬（學名：Bothrochilus）是蛇亞目蟒科下的一個單型屬，專為分布於俾斯麥群島的一種無毒蟒蛇環紋蟒（B. boa）而設。目前未有任何亞種被確認。

## 特徵
成年的環紋蟒能長至152至183公分長。幼蛇時身體上會呈鮮橙色及黑色的環狀紋理，隨著成長的過程這些條紋會逐漸褪去。成熟的環紋蟒，一般渾身呈深棕色或黑色。而在眼睛後方會有一個明亮的斑點。有些品種的環紋蟒會保留不規則狀的黑色環紋，亦可能沒有。環紋蟒的鱗片緊密而有著烏亮閃耀的效果。

## 地理分布
環紋蟒主要分布於俾斯麥群島，其標本產地為新愛爾蘭的「Nouvelle Irlande」。

## 棲息及習性
環紋蟒主要棲息於雨林或經開發的農地，有時也會鑽進椰子叢中。環紋蟒擁有夜行特性，而且居於地洞之中。飲食方面，環紋蟒主要進食小型的齧齒目動物（如鼠類）。牠們有時亦會潛進民居或農地中覓食。幼蛇則喜歡進食蜥蜴或幼齡的鼠類。繁殖方面，環紋蟒屬於卵生蛇，每次約能生產約十二枚蛇卵，並由母蛇加以孵育。

## 備註
1. 1 2  McDiarmid RW、Campbell JA、Touré T：《Snake Species of the World: A Taxonomic and Geographic Reference, vol. 1》頁511，Herpetologists' League，1999年。ISBN 1-893777-00-6
2. ↑  . ITIS.   [2007-09-09].
3. 1 2 3 4  Mehrtens JM：《Living Snakes of the World in Color》頁480，紐約：Sterling Publishers，1987年。ISBN 0-8069-6460-X

## 外部連結
- （英文）TIGR爬蟲類資料庫：環紋蟒